# Wegekreuz Wanlo

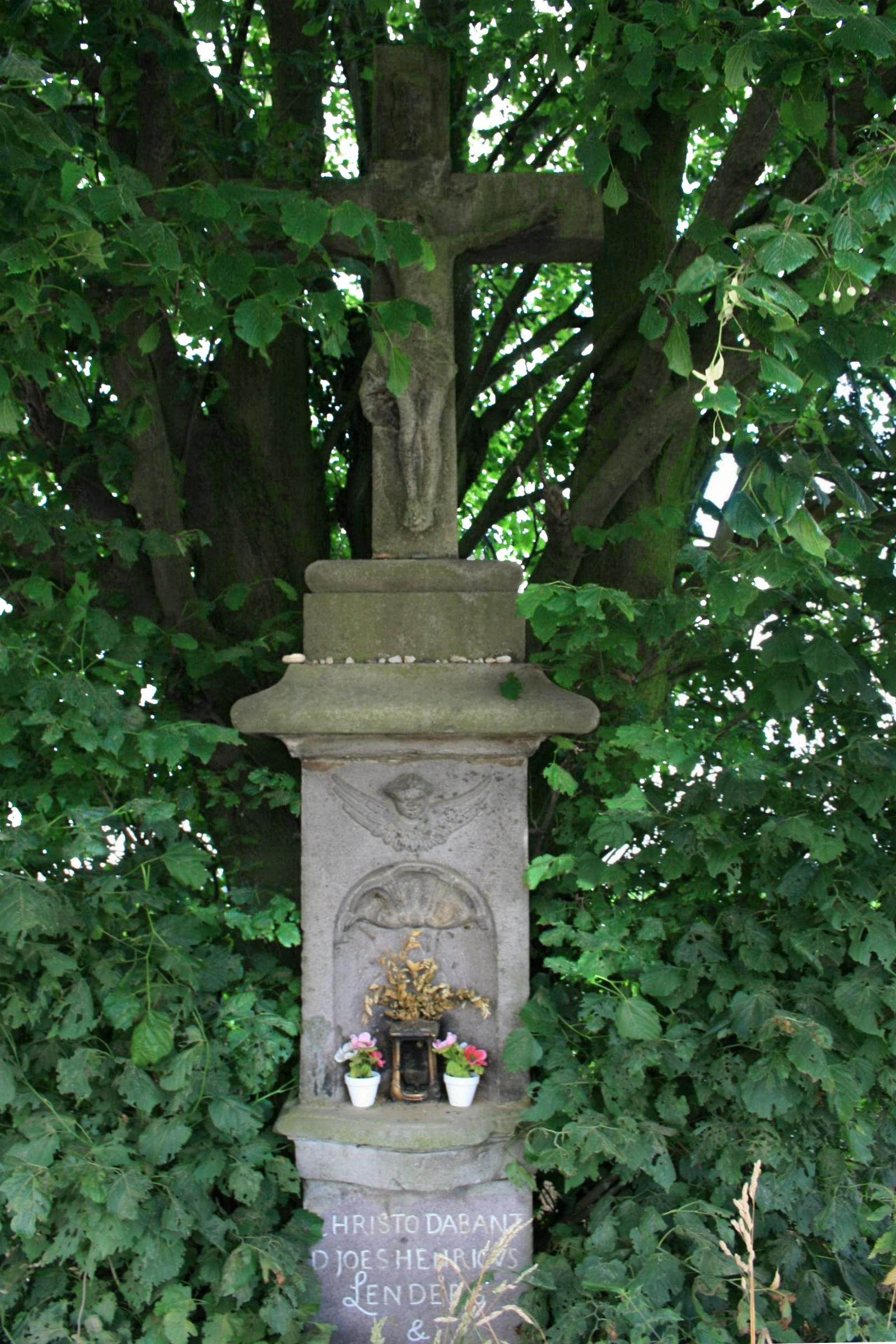
Wegekreuz (2010)

Das Wegekreuz Wanlo steht im Stadtteil Wanlo in Mönchengladbach (Nordrhein-Westfalen) am Feldweg Wanlo-Borschemich.
Das Kreuz wurde 1766 erbaut. Unter Nr. D 013 wurde es am 18. August 1994 in die Denkmalliste der Stadt Mönchengladbach eingetragen.

## Lage
Das Wegekreuz steht südöstlich von Wanlo an der Grenze der Fluren „In der Roßkuhl“ und „Hinter der Windmühle“ an einer Kreuzung des von Wanlo nach Borschemich führenden Feldweges.
Durch den herannahenden Braunkohle Tagebau musste ein neuer Standort gefunden werden. Er befindet sich am Kreisverkehr an der Hochstraße in Wanlo an der Auffahrt 15 zur BAB 61.

## Architektur
Das Schaftkreuz mit Corpus steht auf gegliedertem Unterbau. Unterbau mit annähernd quadratischem Querschnitt, überleitend über eine profilierte Kragplatte zum Abstellen einer Monstranz in den Mittelteil mit Rundbogennische (Konche), die in der Kalotte ein Muschelornament und darüber einen geflügelten Puttenkopf zeigt. Verdachung mit Karnies, darüber Sockelplatte mit Wulst als Basis für das Schaftkreuz.
Die Inschrift lautet:
```
CHRISTO DABANT / D JOES HENRICVS / LENDERS / & / ANNA CATHARINA / SPECHT CONIUGES / AO 1766
```